# Orlando-Haus

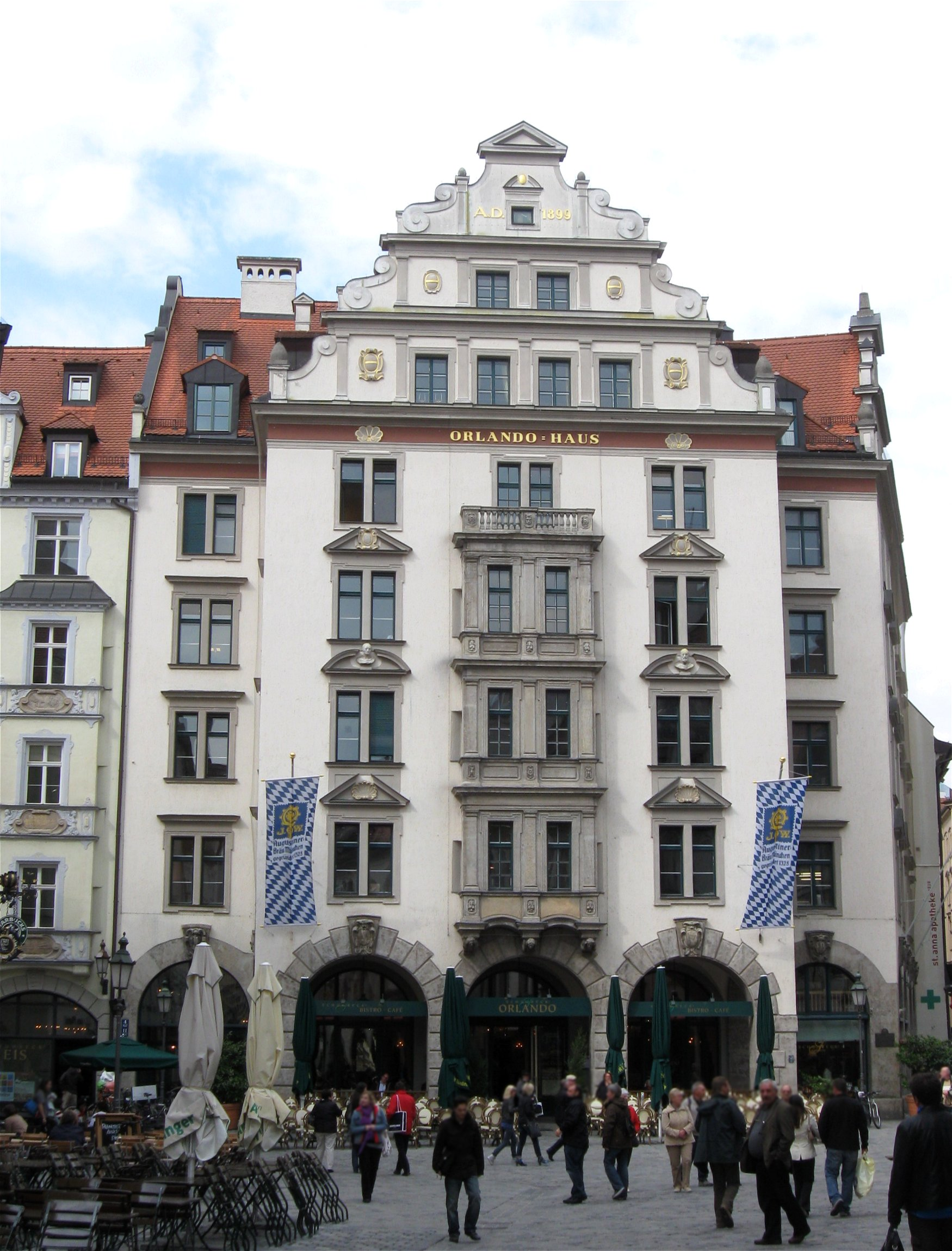
Das Orlando-Haus in München mit der Schaufassade (2010)

Das Orlando-Haus am Platzl 4/4a in der Altstadt Münchens wurde 1900 nach Plänen des Münchner Architekten Max Littmann errichtet, Generalunternehmer war Heilmann & Littmann.
Namensgeber ist der Komponist Orlando di Lasso, dessen Gebäude zuvor dort stand. Der fünfgeschossige Eckbau weist innen und außen Formen der deutschen Renaissance auf. Besonders das Erdgeschoss ist sehr reich verziert. Im Erdgeschoss und im Keller befinden sich einige gastronomische Betriebe sowie Büros. Im Erdgeschoss befindet sich ein offenes Treppenhaus und eine Arkade. Rückwärtig geht das Gebäude in das Anwesen Falkenturmstraße 12 über.
Das Bauwerk ist als Baudenkmal in die Bayerische Denkmalliste eingetragen:

„Falkenturmstraße 12; Platzl 4; Platzl 4a. Sog. Orlando-Haus, Mietshaus mit Gastronomie, fünfgeschossiger Eckbau mit rustikagerahmten Erdgeschossarkaden,
Flacherker besetztem Südrisalit, und Volutengiebeln, Gestaltung in Formen der deutschen Renaissance, erbaut von Jakob Heilmann und Max Littmann, 1898/99; mit Rückgebäude Falkenturmstraße 12. nachqualifiziert“

Das Haus wurde 1997 durch die Messerschmitt Stiftung erworben.